# Giovanni Mantovani
Giovanni Mantovani (* 5. Februar 1955 in Gudo Visconti) ist ein ehemaliger italienischer Radrennfahrer.

## Sportliche Laufbahn
Als Amateur siegte er 1974 im Grand Premio Somma. Giovanni Mantovani war als Bahnradfahrer und im Straßenradsport aktiv. 1977 gewann er die nationale Meisterschaft im Punktefahren. 1980 wurde er in dieser Disziplin Vize-Weltmeister hinter Constant Tourné.
1977 wurde er Berufsfahrer im Radsportteam Brooklyn und blieb bis 1988 als Radprofi aktiv. In seiner ersten Profisaison gewann er eine Etappe des Giro di Puglia, wie auch später in den Jahren 1983, 1984, 1985 und 1986. Weitere Erfolge hatte er in Etappenrennen mit Siegen auf Tagesabschnitten in der Baskenland-Rundfahrt 1979, im Giro d’Italia 1980 (zweifach), im Giro del Trentino 1981 (zweifach) und in der Tour Midi-Pyrénées 1982 (zweifach). Im australischen Rennen Griffin 1000 West 1986 gewann er zwei Etappen. 1986 siegte er in der australischen Kriteriumsmeisterschaft, die international ausgeschrieben war.
Im Giro di Puglia entschied er 1984 die Gesamtwertung für sich. 1988 wurde er Dritter im Rennen Rund um den Henninger Turm hinter dem Sieger Michel Dernies. 
In Eintagesrennen war er 1981 im Giro del Veneto vor Pierino Gavazzi erfolgreich. 1982 siegte er im Rennen Mailand–Vignola vor Francesco Moser. 1983 gewann er den Giro dell’Etna, 1985 Tre Valli Varesine vor Giuseppe Saronni und 1986 Nizza–Alassio.
Mantovani bestritt alle Grand Tours.

## Grand-Tour-Platzierungen
| Grand Tour            | 1979 | 1980 | 1981 | 1982 | 1983 | 1984 | 1985 | 1986 | 1987 | 1988 |
| --------------------- | ---- | ---- | ---- | ---- | ---- | ---- | ---- | ---- | ---- | ---- |
| Vuelta a EspañaVuelta | –    | –    | –    | –    | –    | –    | DNF  | –    | –    | –    |
| Giro d’ItaliaGiro     | 57   | 57   | 65   | DNF  | –    | DNF  | 109  | 115  | DNF  | DNF  |
| Tour de FranceTour    | DNF  | –    | –    | –    | –    | –    | –    | –    | –    | –    |